# J.M.K.E.
J.M.K.E. («йот ем ка е») — естонський хардкор гурт. Заснований 18 січня 1986 року в Таллінні. Існує досі. Найвідомішими піснями вважаються Tere perestroika та Paneme punki.
Музика гурту відрізняється досить нетрадиційним поєднанням виразної мелодійності та агресивності, властивої музиці хардкор. На ранньому етапі існування гурту тексти були переважно політичними: спочатку антирадянськими, а згодом (після розпаду СРСР, коли антирадянська риторика втратила свою актуальність), J.M.K.E. переважно критикували розповсюдження західної масової культури в Естонії. Тексти пісень з останніх альбомів стосуються переважно екологічних проблем.
Віллу Тамме — єдиний музикант гурту, що перебував у його складі протягом усіх років існування, нині є відомим екологічним та політичним активістом в Естонії.

## Дискографія

### Студійні альбоми
- "Kylmälle maalle" (LP, TWIN 1, Фінляндія 1989)
- "Külmale maale" (MC, Kuldnokk, Естонія 1989)
- "Gringode kultuur" (LP/CD, TWINLP 13/TWINCD 13, Фінляндія 1993)
- "Gringode kultuur" (MC, Aarne Valmis, Естонія 1993)
- "Külmale maale" (uusväljalase, CD, TWINCD 1, Фінляндія 1993)
- "Gringode kultuur" (CD, Cuacha Records, Німеччина 1994)
- "Sputniks in Pectopah" (CD, TWINCD 27, Фінляндія 1995)
- "Sputniks in Pectopah" (CD, Cuacha Records, Німеччина 1995)
- "Sputniks in Pectopah" (MC, Villu Tamme, Естонія 1996)
- "Rumal nali 1986–1989" (MC, Fucking Cunt Records, Естонія 1996)
- "Jäneste invasioon" (CD, TWINCD 31, Фінляндія 1996)
- "Jäneste invasioon" (MC, Georg Scherer Systems, Естонія 1996)
- "Külmale maale" (uusväljalase, MC, Georg Scherer Systems, Естонія 1999)
- "Õhtumaa viimased tunnid" (CD, Stupido Twins/Kaljukotkas, 2000)
- "Ainult planeet" (CD/MC, Kaljukotkas/Stupido Twins, 2002)
- "Jasonit ei huvita" (CD, TWINCD 119, 2011)
- "Kirves, Haamer, Kühvel ja Saag" (MC, самовидання J.M.K.E., Естонія 2016)

### EP
- "Tere perestroika" (7" EP, Stupido 001, Фінляндія 1989)
- "Pieni mies, iso tuoppi" (7" EP, Stupido 007, Фінляндія 1990)
- "Savist saar" (12" EP, Stupido 015, Фінляндія 1991)
- "Maailmalõpp koju kätte" (7" EP, Stupido 025, Фінляндія 1993)
- "Joon" (MC EP, самовидання J.M.K.E., Естонія 2018)

### Збірники
- "Totally Estoned – The Best of J.M.K.E." (CD, Tug Records, TUG 063, Німеччина 1997)
- "Mälestusi Eesti NSV-st" (CD, Kaljukotkas/Stupido Twins, 2006)